# Shokichi Sato
 (juillet 2012).
Si vous disposez d'ouvrages ou d'articles de référence ou si vous connaissez des sites web de qualité traitant du thème abordé ici, merci de compléter l'article en donnant les références utiles à sa vérifiabilité et en les liant à la section « Notes et références ».
Shokichi Sato (佐藤 昌吉, Sato, Shokichi) est un footballeur japonais né le 9 avril 1971. Il était milieu de terrain.